# Montemar Challenger 2024
Il Montemar Challenger 2024 è stato un torneo maschile di tennis professionistico. È stata la 1ª edizione del torneo, facente parte della categoria Challenger 75 nell'ambito dell'ATP Challenger Tour 2024, con un montepremi di 73 000 €. Si è giocato dal 18 al 24 novembre 2024 sui campi in terra rossa di Montemar, in Spagna.

## Partecipanti

### Teste di serie
| Nazionalità          | Giocatore            | Ranking* | Testa di serie |
| -------------------- | -------------------- | -------- | -------------- |
| Italia               | Fabio Fognini        | 83       | 1              |
| India                | Sumit Nagal          | 93       | 2              |
| Bosnia ed Erzegovina | Damir Džumhur        | 106      | 3              |
| Italia               | Francesco Passaro    | 115      | 4              |
| Argentina            | Marco Trungelliti    | 140      | 5              |
| Spagna               | Albert Ramos Viñolas | 150      | 6              |
| Spagna               | Alejandro Moro Cañas | 163      | 7              |
| Lituania             | Vilius Gaubas        | 187      | 8              |

* Ranking all'11 novembre 2024.

### Altri partecipanti
I seguenti giocatori hanno ricevuto una wild card per il tabellone principale:
- Fabio Fognini
- Pol Martín Tiffon
- Carlos Sánchez Jover

Il seguente giocatore è entrato in tabellone con il ranking protetto:
- Kimmer Coppejans

Il seguente giocatore è entrato in tabellone come alternate:
- Daniel Rincón

I seguenti giocatori sono passati dalle qualificazioni:
- Max Alcalá Gurri
- Gerard Campana Lee
- Svyatoslav Gulin
- Miguel Damas
- Carlos López Montagud
- Iñaki Montes de la Torre

## Punti e montepremi
| Torneo    | Torneo              | V     | F     | SF    | QF    | 2T    | 1T  | Q | Q2  | Q1  |
| Singolare | Punti               | 75    | 44    | 22    | 12    | 6     | 0   | 4 | 2   | 0   |
| Singolare | Premi in denaro (€) | 9,880 | 5,820 | 3,450 | 2,000 | 1,165 | 720 | – | 360 | 185 |
| Doppio    | Punti               | 75    | 44    | 22    | 12    | –     | 0   | – | –   | –   |
| Doppio    | Premi in denaro (€) | 4,250 | 2,450 | 1,480 | 880   | –     | 500 | – | –   | –   |

## Campioni

### Singolare
Fabio Fognini ha sconfitto in finale  Lukas Neumayer con il punteggio di 6–3, 2–6, 6–3.

### Doppio
Karol Drzewiecki /  Piotr Matuszewski hanno sconfitto in finale  Daniel Rincón /  Abedallah Shelbayh con il punteggio di 6–3, 6–4.